# When Love Takes Over
Singles de David Guetta
Everytime We Touch
(2009) Sexy Bitch
(2009)
Singles par Kelly Rowland
Breathe Gentle
(2009) Commander
(2009)
When Love Takes Over (littéralement « Quand l'amour prend le dessus ») est le premier single extrait de l’album One Love de David Guetta. Il s'agit du 2e plus grand succès single de David Guetta dans le monde après Sexy Bitch. C'est avec cette chanson qu'il obtiendra son premier Grammy Award pour le Meilleur Enregistrement Dance en janvier 2010.
 
La chanson a été écrite par Miriam et Olivia du groupe Nervo, Kelly Rowland, Hollie Bailey et composée par Fred Rister. Ce titre est produit par Fred Rister et David Guetta. En France, When Love Takes Over fait partie des 10 singles les plus vendus en 2009.
En 2013, le titre When Love Takes Over de David Guetta en collaboration avec Kelly Rowland, est élue meilleure collaboration pop-dance de tous les temps par le magazine Billboard.

## Clip vidéo
Le clip fut tourné à Venice, près de Los Angeles le 26 mai 2009. La vidéo met en scène Kelly Rowland en robe de soirée, marchant dans la rue puis sur une plage, ainsi que David Guetta transportant du matériel de sonorisation. Ils se retrouvent à la fin du clip au cours d'une grande fête. La vidéo a été visionnée sur Youtube plus de 100 millions de fois.

### Structure musicale
(août 2024).
- Si vous ne connaissez pas le sujet, laissez ce bandeau (vous pouvez alors contacter les auteurs).
- Si vous supprimez le contenu mis en cause (vous pouvez préalablement contacter les auteurs),

argumentez précisément cette suppression dans la page de discussion
(un manque de référence n'est pas un argument ; une recherche réelle de référence doit avoir été effectuée, être formellement documentée).
Même sonorité instrumentale de fond que le titre Clocks du groupe Coldplay[réf. nécessaire].

## Remixes
- Laidback Luke
- Norman Doray & Arno Cost
- Albin Myers
- Abel Ramos

## Classements et certifications
| Classement (2009-2010)                  | Meilleure position |
| --------------------------------------- | ------------------ |
| Allemagne (Media Control AG)            | 2                  |
| Australie (ARIA)                        | 6                  |
| Australie (ARIA Dance)                  | 2                  |
| Autriche (Ö3 Austria Top 40)            | 3                  |
| Belgique (Flandre Ultratop 50 Singles)  | 2                  |
| Belgique (Wallonie Ultratop 50 Singles) | 1                  |
| Brésil (Billboard Hot 100 Airplay)      | 52                 |
| Canada (Hot 100)                        | 22                 |
| République tchèque                      | 1                  |
| Danemark (Tracklisten)                  | 2                  |
| Europe (Hot 100)                        | 1                  |
| Finlande (Suomen virallinen lista)      | 7                  |
| France (SNEP)                           | 2                  |
| Hongrie (Rádiós Top 40)                 | 1                  |
| Hongrie (Dance Top 40)                  | 8                  |
| Irlande (IRMA)                          | 1                  |
| Italie (FIMI)                           | 1                  |
| Pays-Bas (Nederlandse Top 40)           | 2                  |
| Nouvelle-Zélande (RMNZ)                 | 7                  |
| Norvège (VG-lista)                      | 4                  |
| Slovaquie (IFPI Rádio)                  | 1                  |
| Espagne (PROMUSICAE)                    | 4                  |
| Suède (Sverigetopplistan)               | 2                  |
| Suisse (Schweizer Hitparade)            | 1                  |
| Royaume-Uni (UK Singles Chart)          | 1                  |
| Royaume-Uni (UK Dance Chart)            | 5                  |
| États-Unis (Hot 100)                    | 76                 |
| États-Unis (Dance Club Songs)           | 1                  |
| États-Unis (Pop Airplay)                | 29                 |

| Classement (2000–2009)                      | Meilleure position |
| ------------------------------------------- | ------------------ |
| Allemagne Classement single                 | 59                 |
| États-Unis (Billboard Hot Dance Club Songs) | 33                 |

| Classement (2009)                           | Meilleure position |
| ------------------------------------------- | ------------------ |
| Australie (ARIA)                            | 28                 |
| Australie (ARIA Dance)                      | 8                  |
| Belgique (Ultratop Flandre)                 | 12                 |
| Belgique (Ultratop Wallonie)                | 5                  |
| Canada (Hot 100)                            | 92                 |
| Danemark (IFPI)                             | 8                  |
| Europe (Hot 100)                            | 6                  |
| Hongrie Classement airplay                  | 15                 |
| Irlande (IRMA)                              | 16                 |
| Italie (FIMI)                               | 16                 |
| Pays-Bas (Dutch Top 40)                     | 19                 |
| Nouvelle-Zélande Classement single          | 36                 |
| Espagne (PROMUSICAE)                        | 20                 |
| Suisse (Media Control AG)                   | 2                  |
| Royaume-Uni Classement single               | 20                 |
| États-Unis (Billboard Hot Dance Club Songs) | 1                  |
| France (Diffusion radio)                    | 11                 |
| France (Club 40)                            | 20                 |
| Classement (2010)                           | Meilleure position |
| Hongrie Classement airplay                  | 9                  |
| États-Unis Dance/Electronic Digital Songs   | 36                 |

| Pays             | Organisme  | Certification |
| ---------------- | ---------- | ------------- |
| Australie        | ARIA       | 2 × Platine   |
| Autriche         | IFPI       | 2 × Platine   |
| Belgique         | IFPI       | Or            |
| Canada           | CRIA       | Or            |
| Danemark         | IFPI       | Platine       |
| France           | SNEP       | Or            |
| Allemagne        | BVMI       | Platine       |
| Italie           | FIMI       | Platine       |
| Nouvelle-Zélande | RIANZ      | Platine       |
| Espagne          | Promusicae | Platine       |
| Suisse           | IFPI       | Platine       |
| Royaume-Uni      | BPI        | Or            |

## Formats et Liste des pistes
| Format international CD promo single - 1. "When Love Takes Over" (UK Radio Edit) – 3:23 - 2. "When Love Takes Over" (Electro Radio Edit) – 3:00 - 3. "When Love Takes Over" (Original Extended) – 7:46 - 4. "When Love Takes Over" (Electro Extended) – 8:20 - 5. "When Love Takes Over" (Norman Doray & Arno Cost Remix) – 7:10 - 6. "When Love Takes Over" (Laidback Luke Remix) – 6:05 - 7. "When Love Takes Over" (Albin Myers Remix) – 8:27 - 8. "When Love Takes Over" (Abel Ramos Paris With Love Mix) – 8:12 | Format international CD single - 1. "When Love Takes Over" – 3:09 - 2. "When Love Takes Over" (Electro Radio Edit) – 3:00 - 3. "When Love Takes Over" (Laidback Luke Remix) – 6:05 |  |

| - Royaume-Uni Digital download 1. "When Love Takes Over" (feat. Kelly Rowland) - 3:29 - Royaume-Uni UK Digital EP 1. When Love Takes Over (Original Extended Edit) - 6:46 2. When Love Takes Over (Electro Extended Edit) - 6:56 3. When Love Takes Over (Norman Doray & Arno Cost Remix) - 6:50 4. When Love Takes Over (Laidback Luke Remix) - 5:35 5. When Love Takes Over (Blame Remix) - 5:13 6. When Love Takes Over (Albin Myers Remix) - 6:57 - Royaume-Uni Digital download - Abel Ramos Remix 1. When Love Takes Over (Abel Ramos Paris With Love Mix) - 8:14 - Royaume-Uni Digital download - Donaeo Remix 1. "When Love Takes Over" (Donaeo Remix) - 4:57 - Allemagne CD single (2-track) 1. When Love Takes Over – 3:09 2. When Love Takes Over (Electro Radio Edit) - 3:02 - Suisse CD single (3-track) 1. When Love Takes Over – 3:10 2. When Love Takes Over (Electro Radio Edit) - 3:02 3. When Love Takes Over (Laidback Luke Remix) - 6:09 - États-Unis US Digital EP 1. When Love Takes Over (Electro Radio Edit) - 3:02 2. When Love Takes Over (Electro Extended Mix) - 8:19 3. When Love Takes Over (Abel Ramos Paris With Love Mix) - 8:14 - Royaume-Uni UK Radio edit only available as part of Now That's What I Call Music! 73 1. "When Love Takes Over" (UK Radio edit) – 3:24 | - Royaume-Uni 12" Maxi single (1) 1. When Love Takes Over (Electro Extended Mix) - 6:56 2. When Love Takes Over (Norman Doray & Arno Cost Remix) - 6:50 3. When Love Takes Over (Laidback Luke Remix) - 5:35 - Royaume-Uni UK 12" Maxi Single (2) 1. When Love Takes Over (Original Extended Mix) - 7:46 2. When Love Takes Over (Blame Remix) - 5:19 - France Single Maxi 12" (1) 1. When Love Takes Over (Electro Extended) - 8:20 2. When Love Takes Over (Norman Doray & Arno Cost Remix) - 7:10 - France single Maxi 12" (2) 1. When Love Takes Over (Laidback Luke Remix) - 6:05 2. When Love Takes Over (Albin Myers Remix) - 8:27 3. When Love Takes Over (Abel Ramos Paris With Love Mix)- 8:12 - France Maxi single (CD/Download) 1. When Love Takes Over – 3:09 2. When Love Takes Over (Electro Radio Edit) - 3:02 3. When Love Takes Over (Laidback Luke Remix) - 6:08 4. When Love Takes Over (v & Arno Cost Remix) - 7:13 5. When Love Takes Over (Albin Myers Remix) - 8:29 6. When Love Takes Over (Abel Ramos Paris With Love Mix) - 8:14 7. When Love Takes Over (Electro Extended Mix) - 8:20 - États-Unis US Remixes EP 1. When Love Takes Over (Albin Myers Remix) - 8:29 2. When Love Takes Over (Laidback Luke Remix) - 6:08 3. When Love Takes Over (Norman Doray & Arno Cost Cost Remix) - 7:12 |

La version UK Radio Edit est similaire à la version de l'album, mais présente tout de même quelques différences: on retrouve une répétition supplémentaire du refrain à la fin de la chanson, d'où l'allongement de la durée, et dans cette version au retrouve le début de la batterie sur le deuxième couplet, tandis que sur la version de l'album, la batterie commence avant le refrain.

## Crédits et personnels
l'instrumental de When Love Takes Over est enregistré en 2008 au studio Gum Prod situé à Paris. Le voix est ajouté en 2009 et la version finale est mixé dans les studios Super Sonic Scale.
- David Guetta – auteur-compositeur, producteur
- Kelly Rowland – auteur-compositeur, voix
- Miriam Nervo – auteur-compositeur
- Olivia Nervo – auteur-compositeur
- Fred Rister – auteur-compositeur, producteur
- Véronica Ferraro – Mixage audio, enregistrement
- Bruno Gruel – Mastering

## Historique de sortie
| Format                          | Date            | Label                    |
| ------------------------------- | --------------- | ------------------------ |
| CD single (2-pistes)            | 11 mai 2009     | Virgin France, EMI Music |
| Téléchargement digital          | 10 juin 2009    | Virgin France, EMI Music |
| CD single (3-track)             | 12 juin 2009    | Virgin France, EMI Music |
| Maxi single                     | 12 juin 2009    | Virgin France, EMI Music |
| France 12" single maxi (1)      | 15 juin 2009    | Virgin France, EMI Music |
| Royaume-Uni single maxi 12" (1) | 22 juin 2009    | Virgin France, EMI Music |
| Royaume-Uni single maxi 12" (2) | 26 juin 2009    | Virgin France, EMI Music |
| France single maxi 12" (2)      | 31 juillet 2009 | Virgin France, EMI Music |
| Royaume-Uni Single maxi CD      | 31 août 2009    | Virgin France, EMI Music |

## Dans la culture
Le titre se trouve dans la bande-son du film Neuilly sa mère, sortie en 2009.
- Dans le long métrage Le Nouveau, la chanson est reprise en chorale et au piano par les collégiens à la fin du film, et sert de générique au film dans sa version originale.
- Le titre figura dans l'extension The Ballad of Gay Tony de Grand Theft Auto IV sur la radio Vladivostok FM avant être supprimé pour expiration de droit d'auteur lors du patch de 2018[réf. nécessaire].